# Rosalia Zemliatchka
Rosalia Samoïlovna Zemliatchka née le 20 mars 1876 à Moguilev et morte le 21 janvier 1947 à Moscou, de son nom de naissance Zalkind et de son nom de mariage Samoïlova (respectivement en russe : Роза́лия Само́йловна Земля́чка, Залкинд et Самойлова) est une révolutionnaire russe, militante bolchévique et femme politique soviétique. Elle a pris part à la révolution russe de 1905 et à la révolution d'Octobre. Elle est connue comme un des organisateurs de la Terreur rouge en Crimée (ru) exercée pendant la période de la Guerre civile contre les anciens soldats et officiers de l'armée russe du général Piotr Wrangel et contre des populations civiles. Elle a ensuite poursuivi sa carrière au sein du Parti communiste de l'Union soviétique, échappant à toutes les purges, et atteint la fonction de vice-présidente du Conseil des commissaires du peuple de l'URSS, la plus haute autorité gouvernementale du régime. Elle est la seule femme à avoir exercé des fonctions de ce niveau dans la période stalinienne, et la première femme à être décorée de l'ordre du Drapeau rouge.

## Biographie

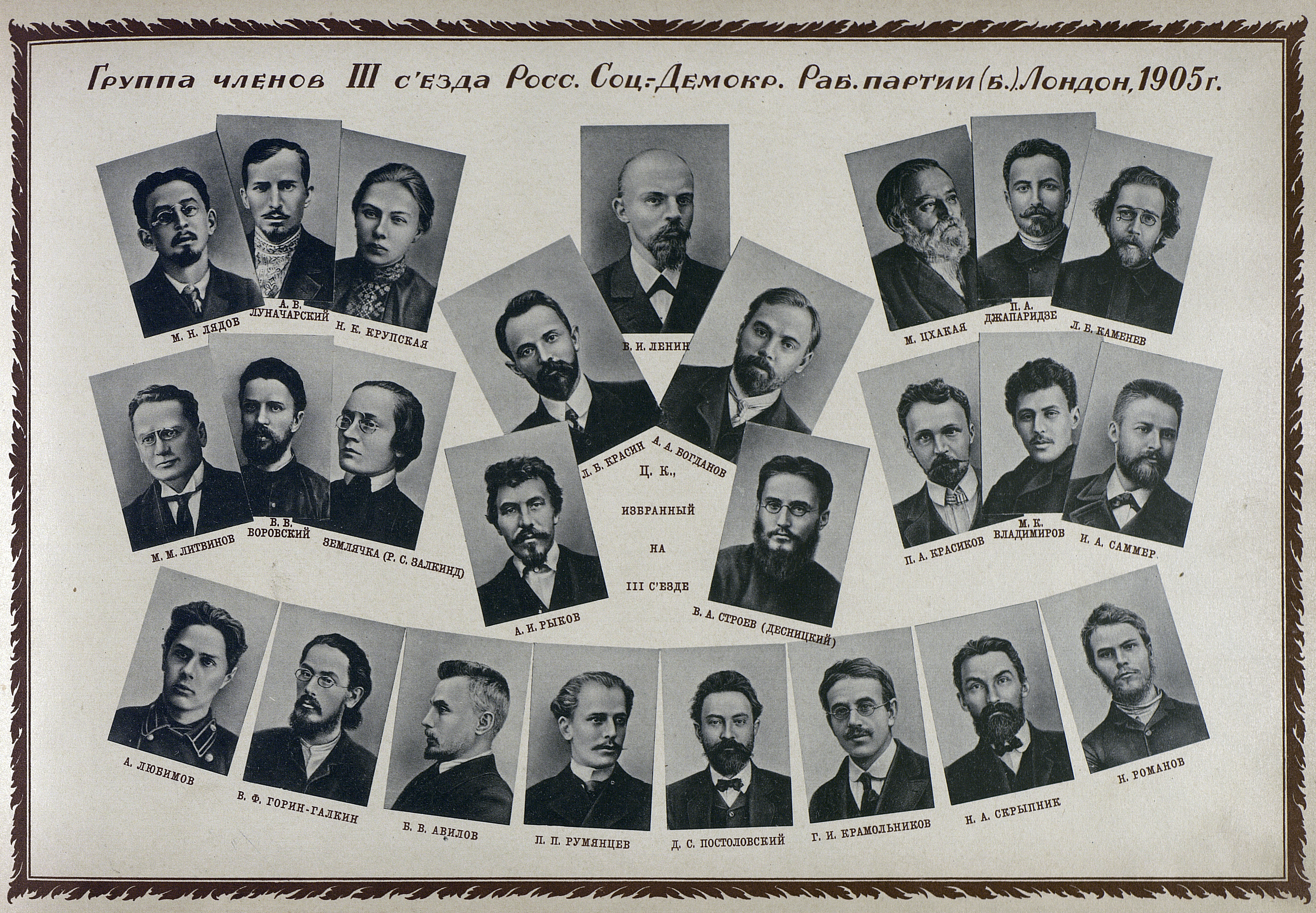
Rosalia Zemliatchka parmi les délégués au du POSDR à Londres en 1905 (3e à partir de la gauche, rangée du milieu).

Rosalia Zemliatchka est née 20 mars 1876 (1er avril dans le calendrier grégorien) dans une famille juive. Son père était le marchand de 1re guilde Samuel Markovitch Zalkind. Elle suit les cours du lycée de jeunes filles de Kiev puis de la faculté de médecine de l'université de Lyon. Son activisme révolutionnaire commence à 17 ans. Dès 1896, elle participe au mouvement social-démocrate russe et est membre du POSDR. Elle utilise les pseudonymes de Démon ((ru) Демон) et d'Ossopov. À partir de 1901, elle est agent de l'Iskra à Odessa et à Ekaterinoslav. Elle est déléguée du comité d'Odessa au IIe congrès du POSDR, et du comité de Saint-Pétersbourg à son IIIe congrès. En 1903, elle est cooptée au comité central du parti et l'année suivante, elle devient membre du bureau de la majorité, organe bolchévique parallèle au comité central, avant que le POSDR ne se divise officiellement en bolcheviks et mencheviks,
Au début de 1905, elle est agent du bureau des comités de la majorité dans l'Oural. Elle est ensuite secrétaire du comité de Moscou du POSDR, organisatrice du parti dans le raïon de Rogojsko-Simonovski, et travaille dans l'organisation de combat du POSDR (ru). Elle est arrêtée plusieurs fois, et emprisonnée en octobre 1907 à la prison de Litovski à Saint-Pétersbourg. En 1909, elle est secrétaire de l'organisation du parti à Bakou, et émigre ensuite de la Russie. En 1915 et en 1916, elle est membre du bureau du comité central de Moscou du POSDR,.
À partir de février 1917, elle est secrétaire du 1er comité légal de Moscou du POSDR(b), déléguée à la 7e conférence russe et au VIIe congrès du parti bolchévique, en octobre, pendant le soulèvement armé de Moscou (ru), elle est à la tête des insurgés du raïon de Rogojsko-Simonovski. Après la révolution d'Octobre, elle continue son activité au sein du parti et des soviets.

### Participation à la guerre civile
En 1918, elle est nommée au commissariat à la guerre des brigades. Elle est responsable dans l'Armée rouge des affaires politiques à la 8e armée, de 1918 à 1919, et à la 13e armée, de 1919 à 1920. En avril 1919, elle prend part à la défense de Lougansk comme présidente du département politique de la 8e armée. À partir de 1920, elle dirige le département des affaires politiques des Chemins de fer du Nord,.
En mars 1919, elle rejoint l'opposition militaire (ru), un groupe de délégués au VIIe congrès s'opposant à Trotski et prenant parti pour les méthodes de la guerre des partisans, plutôt que de mettre en place une armée régulière, recrutant des spécialistes militaires « bourgeois ».

#### Terreur rouge en Crimée
De novembre 1920 à janvier 1921, elle est secrétaire responsable du comité du PCU(b) de l'oblast de Crimée. Elle fait partie du comité révolutionnaire de Crimée créé le 15 novembre, à la tête duquel est placé Béla Kun. Elle est responsable avec lui et Gueorgui Piatakov d'exécutions massives d'habitants de la presqu'île et des officiers captifs de l'armée russe du général Wrangel,.
L'historien I. C. Ratkovski a chiffré le nombre des personnes fusillées par les rouges à l'époque en Crimée à environ 12 000. Les estimations maximales des victimes de la terreur sont de 120 000 personnes.
Mirsaïd Sultan-Galiev, bolchevik tatar, rapidement écarté du parti après la mort de Lénine, a par ailleurs laissé la description suivante de l'attitude de Rosalia Zemliatchka en Crimée :

« Camarade SAMOÏLOVA (Zemliatchka) — une femme extrèmement nerveuse et maladive, déniant tout ce qui ne s'inscrit pas dans son système de convictions et rappelant à presque tous les travailleurs les temps d'Alexis Araktcheïev. Une nervosité inutile à propos de tout, le ton qui monte dans les discussions avec presque tous les camarades, une exigence démesurée… la répression imméritée pour tous ceux qui ont malgré cela ont la moindre volonté « d'oser avoir leur jugement » ou simplement « ne plaisent pas »… Du temps où la camarade Samoïlova était en Crimée, tous les travailleurs tremblaient littéralement devant elle, n'osant pas s'exprimer même devant les ordres les plus imbéciles ou les plus fautifs. »

En 1921, pour ses services dans l'action d'éducation politique et d'élévation de la combativité des unités de l'Armée rouge, Rosalia Zemliatchka est la première femme à être décorée de l'ordre du Drapeau rouge.

### Après la guerre civile
De 1922 à 1923, elle est secrétaire du comité du PCU(b) du raïon de Zamoskvoretche, à Moscou, de 1924 à 1925, membre du bureau du Comité central pour le Sud-Est, ensuite secrétaire pour le raïon de Motovilikhinsk de la ville de Perm. De 1926 à 1931, elle est membre du collège placé auprès du commissariat du peuple aux transports. Elle est déléguée au VIIIe et du XIe au XVIIIe congrès du parti. À partir du XIIIe congrès, en 1924, elle est membre de la commission centrale de contrôle (ru). Au XVIIe congrès, elle est nommée membre de la commission de contrôle soviétique (ru), où elle travaille directement avec son président et son vice-président.
Elle est dans cette période notamment la première responsable, à partir de janvier 1928, du bureau central des plaintes commun à l'URSS et à la RSFSR. C’est lui qui par la suite centralise et contrôle le travail de l’ensemble des bureaux des plaintes soviétiques, dont la fonction est de permettre aux citoyens d'exprimer pendant la période stalinienne leurs motifs de mécontentement.
Responsable par la suite de l'inspection ouvrière et paysanne, elle incarne le « contrôle soviétique » ou « contrôle du peuple », en se rendant à Nijni-Novgorod en 1931 pour visiter la cantine de l'usine Krasnoe Sormovo, l'une des plus prestigieuses de la ville. Elle est atterrée par ce qu'elle voit dans les cuisines : « un véritable bourbier », un sol qui « n'a pas été lavé depuis longtemps » et dont la « crasse ne pourrait être enlevée qu’à coups de hache. […] Les tonneaux de chou aigre sont recouverts d’une toile cirée sur laquelle on trouve, littéralement, des mottes de saleté ».
Au XVIIIe congrès, elle est nommée au comité central du PCUS. De 1939 à 1943, elle est vice-présidente du Conseil des commissaires du peuple de l'URSS, le gouvernement soviétique, et entre mai 1939 et septembre 1940 elle est présidente de la commission de contrôle soviétique auprès du Conseil des commissaires du peuple de la RSFSR, ensuite vice-présidente de la commission centrale de contrôle du PCU(b) (ru). Elle est députée au soviet suprême de l'Union soviétique de sa création en 1938 à son décès,.
Elle meurt le 21 janvier 1947. L'urne contenant ses cendres est conservée dans la nécropole du mur du Kremlin sur la place Rouge à Moscou.

## Distinctions
- Ordre de Lénine, à deux reprises (9 mars 1931, 1er avril 1946)
- Ordre du Drapeau rouge (1921)
- Médaille pour la Défense de Moscou
- Médaille « Pour travail valeureux pendant la Grande guerre patriotique 1940 - 1945 »

## Arts et culture

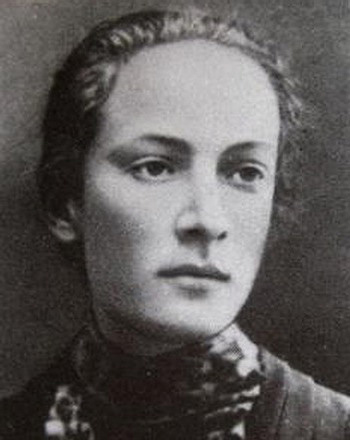
Rosalia Zemliatchka au début des années 1900.

L'écrivaine Vera Morozova a écrit sur Rosalia Zemliatchka un livre pour enfant, édité à 100 000 exemplaires en 1977 et réédité en 1988 : (ru) Рассказы о Землячке (Récits sur Zemliatchka). Lev Ovalov (ru) lui a consacré une nouvelle biographique, (ru) Январские ночи (Les nuits de janvier).
Elle apparaît dans le livre d'Ivan Chmeliov (ru)Солнце мёртвых (Le soleil des morts), dans les mémoires d'Ivan Papanine (ru) Лёд и пламень (Glace et flamme), dans le roman (ru) Господа и товарищи (Hôtes et camarades) d'Aleksandr Seguen (ru) et également dans celui d'Igor Bulgarine (ru) Адъютант его превосходительства (Adjudant de son excellence).
Dans le film de Nikita Mikhalkov (ru) Солнечный удар (Sunstroke), sorti sur les écrans en 2014, le rôle de Zemliatchka est tenu par Miriam Sekhon. Elle est également un personnage des films (ru) Товарищ Иннокентий (Le camarade Innokenti - 1981) d'Antonina Chouranova, et (ru) В Крыму не всегда лето (En Crimée ce n'est pas toujours l'été -1987) de Nora Griakalova, et de la série télévisée (ru) Раскол (Schisme - 1993), jouée par l'actrice Irina Metlitskaïa (ru).
Le poète Demian Bedny a consacré ces vers à Rosalia Zemliatchka, faisant référence à sa lutte contre la bureaucratie :
От канцелярщины и спячки

Чтоб оградить себя вполне,

Портрет товарища Землячки

Повесь, приятель, на стене!

Бродя потом по кабинету,

Молись, что ты пока узнал

Землячку только на портрете,

В сто раз грозней оригинал!
Accroche, mon ami, dans cette salle,

Te gardant de la paperasserie,

Te libérant de tant de léthargie

Le portrait de Rosalia Zemliatchka.

Prie ensuite, parce que tu apprendras

Bien trop vite, flanant devant ses traits

Que la camarade est sur ce portrait, 

Cent fois plus redoutable que l'original!

## Postérité et controverses
Jusqu'à la fin de la période de soviétique Rosalia Zemliatchka était principalement connue par l'image bienveillante d'elle donnée dans les livres pour enfants. Le travail fait par les historiens russes et ukrainiens sur la Terreur rouge en Crimée (ru) a changé cette perception, et son rôle à ce moment est maintenant mis en avant ,. Le film de Nikita Mikhalkov et l'interprétation donnée par Miriam Sekhon lui font personnifier cette période,,. Elle est devenue figure de repoussoir, et Sergueï Oudaltsov, un homme politique russe engagé à l'extrême gauche, a pu être comparé à elle pour le discréditer.
Son nom a été retiré aux rues suivantes :
- la Bolchaïa Tatarskaïa à Moscou, qui l'a porté de 1947 à 1991 ;
- la Bolchaïa Jeleznodorojnaïa à Kiev, qui l'a porté de 1963 à 2005 ;
- une rue à Odessa, maintenant rue d'Espagne.

Il y a toujours une rue au nom de Zemliatchka dans les villes suivantes :
- Dmitriev-Lgovski
- Iekaterinbourg
- Nijni Novgorod
- Nijni Taguil
- Perm
- Prokopievsk
- Solikamsk
- Jeleznodorojny
- Serov
- Volgograd
- Voronej
- Kokchetaou (Kazakhstan)
- Chimkent (Kazakhstan)